# Leucocercops
Leucocercops là một chi bướm đêm thuộc họ Gracillariidae.

## Các loài
- Leucocercops dasmophora (Meyrick, 1908)